# Antonio Ripa
Antonio Ripa  (Tarazona, Aragon, 27 décembre 1721 – Séville, Andalousie, 3 novembre 1795) est un maître de chapelle et un compositeur aragonais.
I l a étudié à la chapelle de Tarazona, dont il a fait partie du chœur d'enfants. En 1762, il était maître de chapelle des Descalzas Reales de Madrid. À cette date, il signe une critique de l'œuvre du Padre Soler Clave de la modulación. Plus tard, il a été maître de chapelle de la Cathédrale de Séville, charge qu'il a exercée jusqu'à sa retraite.
Il a composé une grande quantité de musique religieuse, dont une grande partie est  conservée à la cathédrale de Séville. On y trouve des messes, vêpres, complies, motets, un office des morts et des villancicos.
Eslava, dans le premier volume de la seconde série de la Lira Sacro-Hispana, a publié une messe à 8 voix et 2 chœurs et un Stabat Mater, également à 4 voix et 2 chœurs.